# Back Roads
Back Roads (Brasil: De Volta à Estrada / Portugal: Atalhos) é um filme estadunidense de comédia romântica de 1981, sendo um filme de estrada estrelado por Sally Field e Tommy Lee Jones. É dirigido por Martin Ritt. Recebeu avaliações medianas e arrecadou US$11 milhões nas bilheterias. Este foi o primeiro filme produzido pela CBS Theatrical Films (um ramo de produção cinematográfica de curta duração da CBS). O filme foi distribuído pela Warner Bros. Foi  lançado diretamente em vídeo no Brasil pela Abril Vídeo.

## Enredo
Amy Post é uma prostituta de 20 dólares em Mobile, Alabama. Uma noite ela entretém Elmore Pratt, um ex- boxeador que acaba de ser demitido de seu emprego em uma lavagem de carros. Ele não pode pagar por serviços prestados.
Pratt dá um soco em um policial à paisana. Ele e a prostituta saem juntos, pretendendo ir para a Califórnia, brigando pelo caminho.

## Elenco
- Sally Field como Amy
- Tommy Lee Jones como Elmore
- David Keith como Mason
- Michael V. Gazzo como Tazio
- Barbara Babcock como mãe de Ricky
- Miriam Colon como Angel
- M. Emmet Walsh como Arthur

## Produção
Field e Jones não gostaram um do outro intensamente durante as filmagens. Ritt disse que se arrependeu de não conseguir fazer esse filme funcionar, culpando seu fracasso tanto pelo roteiro quanto pela incapacidade das estrelas em se dar bem. Em sua aparição em 29 de janeiro de 2013 no The Ellen DeGeneres Show, Field disse que ela e Jones se reconciliaram muitos anos depois, quando ele se aproximou dela em um evento e se desculpou por ser tão difícil naquela época. Eles seguiram em frente no filme de 2012, Lincoln, pelo qual ambos receberam indicações ao Oscar por seus papéis coadjuvantes.

## Recepção
Em sua crítica do New York Times de 13 de março de 1981, o crítico Vincent Canby escreveu que "parece haver um relacionamento real" entre os dois atores. Canby descreveu o filme como "extremamente atraente e ocasionalmente corajoso e muito engraçado". Outros revisores foram menos gentis. Roger Ebert, do Chicago Sun-Times, considerou o filme estereotipado e "pesadamente carregado de schtick", dando ao filme duas estrelas em uma escala de quatro, embora tenha comentado que Field "apresenta uma performance que não pode ser criticada". Ele considerou Back Roads um esforço "menos do que bem sucedido" do diretor Ritt.